# Varga Attila (politikus)
Varga Attila (Szatmárnémeti, 1963. április 21. –) romániai magyar alkotmányjogász. A Sapientia Erdélyi Magyar Tudományegyetem egyetemi docense.
1986-ban végzett a Babeș–Bolyai Tudományegyetem Jogi Karán. Ezt követően jogtanácsosként dolgozott gazdasági társaságoknál. 1990-ben választották Szatmár megyei parlamenti képviselővé az Romániai Magyar Demokrata Szövetség (RMDSZ) színeiben. 2012-ig megszakítás nélkül a  román parlament alsóházának, a Képviselőháznak a tagja. 2006-ban szerzett Ph.D. fokozatot a Bukaresti Tudományegyetemen alkotmányjogból. 2016-ban 9 éves mandátumra a Képviselőház Románia Alkotmánybíróságának a tagjává választotta.

## Főbb művei
- Általános jogelmélet, Scientia, Kolozsvár, 2011
- Constituţionalitatea procesului legislativ, Hamangiu, Bukarest, 2007
- Alkotmányjogi és államszervezési alapismeretek, Scientia, Kolozsvár, 2003
- Általános állam- és jogelmélet, Civitas Alapitvány a Polgári Társadalomért, Kolozsvár, 2006
- Román alkotmányjog, Státus, Csíkszereda, 2007 (társszerző)
- Nulla pax sine iustitia, Kisebbségjogi írások, Kalota, Kolozsvár, 2002
- Román alkotmányjog, Nemzeti Kisebbségkutató Intézet, Kolozsvár, 2014
- Román alkotmányjog, Forum Iuris Könyvkiadó, Kolozsvár, 2019

## Külső hivatkozások
- Varga Attila a román Képviselőház honlapján Archiválva 2007. február 5-i dátummal a Wayback Machine-ben
- Oktatói oldal a Sapientia Erdélyi Magyar Tudományegyetem honlapján
- Az RMDSZ honlapján[halott link]